# Coma de l'Estapiella
La Coma de l'Estapiella és una coma al terme municipal de la Vall de Boí, a l'Alta Ribagorça, i dins la zona perifèrica del Parc Nacional d'Aigüestortes i Estany de Sant Maurici.
Està situada sota el vessant oriental de la Serra Plana, al sud de l'Estany de la Llosa, entre els 2.025 i 2.225 metres. Al capdamunt de la coma es troba el Pletiu de la Carma. El seu barranc davalla cap al sud-est, fins a desaiguar a la Noguera de Tor.

## Rutes[2]
El punt de sortida és Toirigo, just passat el pont de l'entrada al parc per Cavallers. La ruta s'enfila cap a l'oest buscant el Barranc de Llubriqueto, just damunt el salt de la Sallent, i on el camí gira al nord-oest per arribar al Pla de la Cabana. En aquest punt s'agafa el camí que, direcció est, voreja el Bony de la Carma pel sud; que gira després cap al nord on trobarem el nostre punt de destí.